# Im Lauf der Zeit
Im Lauf der Zeit is een West-Duitse dramafilm uit 1976 onder regie van Wim Wenders.

## Verhaal
Een West-Duitse onderhoudsmonteur van bioscopen reist door het lege gebied in het oosten van de Bondsrepubliek, tegen de grens met de toenmalige DDR. Onderweg leert hij een man kennen, wiens huwelijk op de klippen is gelopen. Ze gaan samen verder op pad.

## Rolverdeling
| Acteur             | Personage                         |
| ------------------ | --------------------------------- |
| Rüdiger Vogler     | Bruno Winter                      |
| Hanns Zischler     | Robert Lander                     |
| Lisa Kreuzer       | Pauline                           |
| Rudolf Schündler   | Vader van Robert                  |
| Marquand Bohm      | Man die zijn vrouw heeft verloren |
| Hans Dieter Trayer | Paul                              |
| Franziska Stömmer  | Bioscoopeigenares                 |
| Patric Kreuzer     | Jongetje                          |